# Passerelles numériques
Passerelles numériques est une association à but non lucratif française créée le 13 novembre 2006. Reconnue d’intérêt général, elle propose des formations techniques courtes et professionnelles dans le secteur du numérique, ainsi qu’un accompagnement vers l’emploi, à des jeunes étudiants défavorisés. Initialement créée au Cambodge, Passerelles numériques opère également aux Philippines, au Vietnam et à Madagascar.

## Objectifs
L'objectif de Passerelles numériques est de permettre à des jeunes défavorisés d’accéder à une éducation et à une formation technique et professionnelle, dans le secteur du numérique, Le principe est de leur permettre, par une éducation et une formation, de trouver un premier emploi,,. L'organisation l’accueille 50 % de jeunes femmes.

## Historique
Après une mission pour Enfants du Mékong au Cambodge,, un centre de formation aux métiers de l’informatique au Cambodge est créé. Le projet est fondé par Virginie Legrand, Alain Goyé, Gérard Dusquesne, et Hakara Tea. Passerelles numériques (qui porte d’abord le nom de Centre for Information Systems Training ou CIST) est alors un programme incubé, soutenu et hébergé par l’association Enfants du Mékong. Grâce à la bourse « Bridging Digital Gaps » d’Accenture, ce premier centre de formation démarre son activité en septembre 2005 à Phnom Penh avec 25 étudiants et Hakara Tea, polytechnicien, ancien volontaire de l'association Pour un Sourire d'Enfants ou PSE, comme chef de projet ,. Le CIST devient autonome en 2006 au regard d'Enfants du Mékong. Les deux structures restent proches puisqu’Enfants du Mékong est membre fondateur au Conseil d’Administration de Passerelles numériques. Benoît Génuini devient président de Passerelles numériques.
En 2007, vingt premiers étudiants sont diplômés au Cambodge (formation d’Administrateurs Systèmes & Réseaux) et en 2008 est lancée une nouvelle formation de 6 mois (Opérateurs de traitement de données). 
Passerelles numériques Philippines est lancée à Cebu avec une première promotion de 25 étudiants en 2009 et l'année suivante Passerelles numériques Vietnam à Da Nang avec une première promotion de 30 étudiants. 
CIST change de nom en 2011 pour devenir Passerelles numériques Cambodge. En 2012 est créé Passerelles numériques Hong Kong Limited. En 2013 est organisée une rencontre entre les étudiants de Passerelles numériques au Cambodge, Pierre de Roquefeuil, son directeur, et Jean-Marc Ayrault, alors premier ministre en fonction. En 2014, Benoît Genuini quitte brièvement la présidence de l'association, il est remplacé pendant cette période par Gérard Aublet, ancien préfet des études du lycée Sainte-Geneviève, et ancien directeur de études du CIST et Kandara Samphon, ancien directeur du CIST, qui deviennent co-Présidents de l'association pendant 6 mois.
Afin de soutenir les bénéficiaires de l'association, en 2016,  est créée l’entité légale « PN SEA » (South East Asia – Asie du Sud-Est) à Singapour avec un objectif de levée de fonds et de sensibilisation aux actions de Passerelles numériques. En décembre 2017, Michel Cantet devient président de l'ONG. 
En avril 2021, Duc Ha Duong est élu président de l'association.
En janvier 2022, Passerelles numériques ouvre une classe préparatoire aux écoles supérieures à Madagascar.

## Fonctionnement
Passerelles numériques employait fin 2020, près de 93 personnes. L’activité est principalement basée en Asie et les équipes sont composées à 80 % de salariés locaux  . Les employés d’origine européenne, pour la plupart en contrat VSI, occupent des postes dans l'éducation et la formation. L’activité de Passerelles numériques se fait également grâce à la contribution de bénévoles (stagiaires, congés solidaires, ambassadeurs, mécénat de compétence, etc.). Plus de 82 ont participé au projet en 2020. Des volontaires remplissent chaque année des missions de mécénat de compétence dans le cadre de leur activité salariale

## Programme de formation et d'éducation

### Processus de sélection des étudiants
Passerelles numériques sélectionne les futurs étudiants sur des critères sociaux. Le processus de sélection comporte quatre étapes :
- des sessions d’information et de sensibilisation pour expliquer le secteur informatique, ses opportunités et présenter les programmes ;
- des examens écrits[20] (mathématiques, logique, anglais) pour vérifier les capacités des candidats ;
- des entretiens individuels pour vérifier la motivation, la maturité et l’état d’esprit des candidats ;
- des enquêtes sociales évaluant les ressources de leurs familles pour vérifier leur éligibilité.

La sélection de Passerelles numériques couvre 15 provinces au Cambodge, 7 provinces du centre du Vietnam et les 18 provinces aux Philippines.

### Formation technique
Au Cambodge, Passerelles numériques délivre une formation dont le curriculum et le diplôme sont reconnus par les Ministères de l’éducation, de la Jeunesse, et des Sports cambodgien.
Dans ces deux autres centres, Passerelles numériques travaille avec l’Université de San Carlos, à Cebu aux Philippines et le Danang College of Vocational Training, depuis 2017 à Danang au Vietnam, pour constituer le programme de formation et délivrer une partie des cours. Les étudiants obtiennent ainsi un double diplôme, celui de Passerelles numériques et celui de l’université partenaire. Selon les centres, les formations proposées sont celles d’Administrateurs systèmes et réseaux, Programmateur web, Développeur logiciel et en Technologie Informatique. 

### Formation générale professionnelle
- L’apprentissage de l’anglais ;
- une formation soft skills ; qui cultive les savoir-être, basée sur la culture générale, la connaissance de l’entreprise et les capacités comportementales ;
- des compétences transverses de plus haut niveau comme l’ouverture d’esprit, les capacités d’autonomie, d’adaptation et d’initiative[26].

### Suivi social et éducatif
- Logement et alimentation: les étudiants vivent dans des dortoirs, en collocations ou dans les centres, selon le pays et l’année d’étude.
- Santé : les étudiants bénéficient d’une couverture santé pour toute la durée de leurs études et d'un suivi psychologique (conseiller scolaire ou psychologue) et physique (infirmière ou autres professionnels de santé).
- Indemnité de frais de vie : afin d’apprendre à gérer un budget, une indemnité est versée aux étudiants chaque mois. Adaptée à la conjoncture de chaque pays, cette somme est réservée aux dépenses personnelles et alimentaires des étudiants.
- Activités extra-scolaires : danses, sport, visites de musées, arts plastiques, remises des diplômes, rencontres avec d’autres ONG, bénévolat[27]...

### Soutien à la recherche d’emploi
- des visites d'entreprises, des forums pour l'emploi, des ateliers/cours organisées par des intervenants extérieurs venus du milieu professionnel,
- de stages : un en première année et/ou un en second année pour le Cambodge et le Vietnam, 18 mois de stage en alternance en troisième année aux Philippines,
- une préparation à la recherche d’emplois : ateliers d’écriture de CV et de lettre de motivation, simulation d’entretiens,
- un forum de l’emploi annuel[28], dans chaque centre ; en présence d’entreprises partenaires afin de créer des contacts et de trouver un stage ou un emploi.

## Résultats et impacts
Depuis 2005, plus de 2300 jeunes sont sortis des programmes de Passerelles numériques. A l’issue de la formation, plus de 90 % des jeunes diplômés trouvent un emploi dans les 2 à 3 mois suivant la remise de diplôme
Une fois qu’ils ont trouvé un emploi, les diplômés soutiennent en retour leur famille et leur communauté. En moyenne, les anciens élèves versent 30% de leur salaire à leur famille.